# بلبل‌های سبز
بلبل‌های سبز (نام علمی: Xanthomixis) نام یک سرده از تیره سسک مالاگاسی است.